# تياغو بيريرا (لاعب كرة قدم برتغالي)
تياغو بيريرا (بالبرتغالية: Tiago César Moreira Pereira‏) هو لاعب كرة قدم برتغالي في مركز الوسط، ولد في 4 يوليو 1975 في تروفا في البرتغال. شارك مع منتخب البرتغال تحت 21 سنة لكرة القدم. أما مع النوادي، فقد لعب مع أونياو ليريا ورايو فايكانو ونادي بنفيكا ونادي بوافيشتا ونادي بورتو ونادي تينيريفي ونادي ماريتيمو.

## وصلات خارجية
- تياغو بيريرا على موقع قاعدة بيانات كرة القدم.إي يو (الإنجليزية)
- تياغو بيريرا على موقع Soccerway.com (الإنجليزية)
- تياغو بيريرا على موقع عالم كرة القدم.نت (الإنجليزية)